# Zbigniew Cebula
Zbigniew Cebula (ur. w 1961 w Krakowie) – polski malarz, pedagog. 
W 1993 ukończył studia w krakowskiej ASP w pracowni prof. Jana Szancenbacha. Obecnie doktor habilitowany macierzystej uczelni. Jako adiunkt prowadzi Pracownię Malarstwa dla I roku na Wydziale Grafiki.

## Wystawy indywidualne malarstwa
- 1992 – Kraków, klub studencki "Rotunda"
- 1996 – Kraków, galeria ZPAP Sukiennice, z cyklu: "Trzy dzieła"
- 1997 – Kraków, Dominik Rostworowski Gallery
- 1999
  - Gorlice, Galeria Sztuki "Dwór Karwacjanów"
  - Kielce, Biuro Wystaw Artystycznych
  - Kraków, Dominik Rostworowski Gallery
- 2000
  - Kraków, Galeria, "Krypta u Pijarów" (wspólnie z Andrzejem Niedobą)
  - Krosno, Biuro Wystaw Artystycznych
  - Busko Zdrój, Biuro Wystaw Artystycznych
- 2001 – Stadtbücherei w Grafing b. München
- 2002 – Kraków, Galeria Mariana Gołogórskiego
- 2004
  - Kraków, Dominik Rostworowski Gallery
  - Kowno, Meno Parkas Galerija
- 2005 – Kraków, Salon Antykwaryczny "Nautilus"- "ΧАΝΔΑΚΟΣ"
- 2009 – Kraków, Galeria ZPAP "Pryzmat" i Galeria "Nautilus"- "Opowieści"